# Altair (São Paulo)
Altair es un municipio brasilero del estado de São Paulo. Se localiza a una latitud 20,31 Sur y a una longitud 49,03 Oeste. La ciudad tiene una población estimada de 4211 habitantes. Altair pertenece a la Microrregión de São José do Río Preto.

## Demografía
| Población histórica del municipio | Población histórica del municipio | Población histórica del municipio | Población histórica del municipio |
| Año                               | Población                         |                                   | %±                                |
| --------------------------------- | --------------------------------- | --------------------------------- | --------------------------------- |
| 1960                              | 2733                              |                                   | —                                 |
| 1970                              | 2527                              |                                   | −7,5%                             |
| 1980                              | 2318                              |                                   | −8,3%                             |
| 1991                              | 3239                              |                                   | 39,7%                             |
| 2000                              | 3530                              |                                   | 9,0%                              |
| 2010                              | 3815                              |                                   | 8,1%                              |
| 2022                              | 3451                              |                                   | −9,5%                             |
| [ 5 ] [ 6 ] [ 7 ] [ 8 ]           |                                   |                                   |                                   |

Datos del Censo - 2010
Población total: 9815
- Urbana: 7022
- Rural: 793
- Hombres: 2051[10]
- Mujeres: 6764

Densidad demográfica (hab./km²): 12,16
Mortalidad infantil hasta 1 año (por mil): 11,83
Expectativa de vida (años): 73,53
Tasa de fertilidad (hijos por mujer): 2,64
Tasa de alfabetización: 85,28 %
Índice de Desarrollo Humano (IDH-M): 0,766
- IDH-M Salario: 0,677
- IDH-M Longevidad: 0,809
- IDH-M Educación: 0,811

(Fuente: IPEAFecha)

## Hidrografía
- Rio Grande
- Río Turvo
- Río de la Cachoeirinha

## Carreteras
- SP-322

## Administración
- Prefecto: José Braz Alvarindo del Prado (2009/2012)
- Viceprefecto: Rafael Marino
- Presidente de la cámara: Aparecido Alves (2009/2010)